# Arquidiócesis de Coro
La arquidiócesis de Coro (en latín: Archidioecesis Corensis) es una circunscripción eclesiástica de la Iglesia católica en Venezuela. Se trata de una arquidiócesis latina, sede metropolitana de la provincia eclesiástica de Coro. Desde el 31 de octubre de 2023 su arzobispo es Víctor Hugo Basabe.

## Territorio y organización

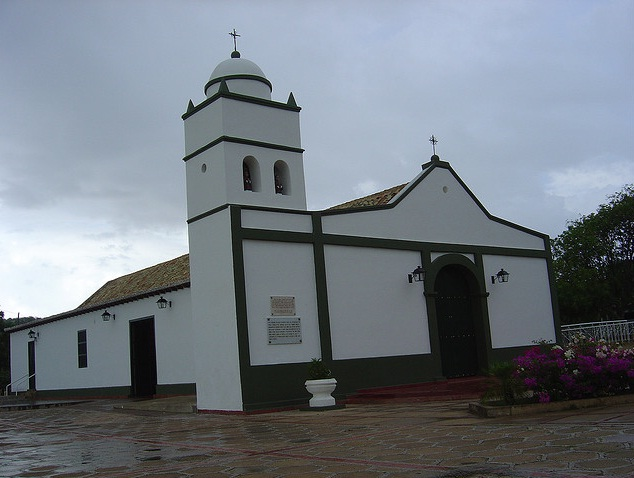
Basílica de Nuestra Señora de Guadalupe, en Coro

La arquidiócesis tiene 21 395 km² y extiende su jurisdicción sobre los fieles católicos de rito latino residentes en 22 municipios del estado Falcón: Acosta, Bolívar, Buchivacoa, Manaure, Colina, Dabajuro, Democracia, Federación, Jacura, José Laurencio Silva, Mauroa, Miranda, Iturriza, Palmasola, Petit, Píritu, San Francisco, Sucre, Tocópero, Unión, Urumaco y Zamora.
La sede de la arquidiócesis se encuentra en la ciudad de Coro, en donde se halla la Catedral basílica de Santa Ana y la basílica de Nuestra Señora de Guadalupe.
La arquidiócesis tiene como sufragánea a la diócesis de Punto Fijo.
En 2021 en la arquidiócesis existían 43 parroquias.

## Historia

### Antecedentes
El 21 de julio de 1531, mediante la bula Pro excellenti praeeminentia expedida por el papa Clemente VII, Santa Ana de Coro fue designada sede de la diócesis de Venezuela. En cumplimiento de una real cédula del 20 de junio de 1637 la sede de la diócesis fue trasladada a Caracas el 7 de marzo de 1638. Esta diócesis tomó el nombre de Santiago de León de Caracas (hoy arquidiócesis de Caracas).
El 14 de agosto de 1867 la Sagrada Congregación Consistorial decretó el cambio de la sede de la diócesis de Barquisimeto, trasladándola a Coro por petición del Gobierno de la Federación, y la diócesis tomó el nombre de diócesis de Coro. Se fijó como catedral a la iglesia de Santa Ana de Coro mediante la bula Apostolicis Litteris sub Plumbo del papa Pío IX. Apetición de los otros estados, el 22 de octubre de 1869 la sede regresó a Barquisimeto como consecuencia del decreto Novam Episcopalem de la Sagrada Congregación Consistorial, retomando su nombre de diócesis de Barquisimeto (hoy arquidiócesis de Barquisimeto).

### Diócesis actual
La actual diócesis de Coro fue erigida el 12 de octubre de 1922 mediante la bula Ad munus del papa Pío XI, obteniendo el territorio de la diócesis de Barquisimeto (hoy arquidiócesis).
Originalmente sufragánea de la arquidiócesis de Caracas, pasó a formar parte de la provincia eclesiástica de la arquidiócesis de Maracaibo el 30 de abril de 1966.
La catedral de Santa Ana, en Coro, fue elevada a basílica menor el día 26 de julio de 1977 por el papa Pablo VI.
El 12 de julio de 1997 cedió una parte de su territorio para la erección de la diócesis de Punto Fijo mediante la bula Ad melius prospiciendum del papa Juan Pablo II.
El 23 de noviembre de 1998 fue elevada al rango de arquidiócesis metropolitana mediante la bula Usque omnium del papa Juan Pablo II.

## Estadísticas
Según el Anuario Pontificio 2022 la arquidiócesis tenía a fines de 2021 un total de 564 000 fieles bautizados.
| Año                                                                             | Población            | Población | Población      | Sacerdotes | Sacerdotes    | Sacerdotes    | Bautizados por sacerdote | Diáconos permanentes | Religiosos | Religiosos | Parroquias |
| Año                                                                             | Bautizados católicos | Total     | % de católicos | Total      | Clero secular | Clero regular | Bautizados por sacerdote | Diáconos permanentes | Varones    | Mujeres    | Parroquias |
| ------------------------------------------------------------------------------- | -------------------- | --------- | -------------- | ---------- | ------------- | ------------- | ------------------------ | -------------------- | ---------- | ---------- | ---------- |
| 1949                                                                            | 268 000              | ?         | ?              | 27         | 13            | 14            | 9925                     |                      | 16         | 38         | 72         |
| 1966                                                                            | 366 000              | 369 700   | 99.0           | 58         | 37            | 21            | 6310                     |                      | 36         | 75         | 34         |
| 1970                                                                            | ?                    | 423 211   | ?              | 52         | 26            | 26            | ?                        |                      | 40         | 62         | 37         |
| 1976                                                                            | 437 761              | 451 300   | 97.0           | 50         | 24            | 26            | 8755                     |                      | 46         | 76         | 40         |
| 1980                                                                            | 498 000              | 513 000   | 97.1           | 51         | 24            | 27            | 9764                     |                      | 43         | 91         | 42         |
| 1990                                                                            | 590 000              | 613 649   | 96.1           | 49         | 29            | 20            | 12 040                   | 4                    | 28         | 68         | 37         |
| 1999                                                                            | 433 198              | 462 176   | 93.7           | 36         | 29            | 7             | 12 033                   | 4                    | 7          | 39         | 27         |
| 2000                                                                            | 433 198              | 462 176   | 93.7           | 35         | 28            | 7             | 12 377                   | 4                    | 7          | 44         | 28         |
| 2001                                                                            | 497 898              | 560 176   | 88.9           | 46         | 40            | 6             | 10 823                   | 4                    | 6          | 42         | 29         |
| 2002                                                                            | 596 196              | 658 474   | 90.5           | 47         | 40            | 7             | 12 685                   | 4                    | 7          | 43         | 29         |
| 2003                                                                            | 636 150              | 687 025   | 92.6           | 52         | 44            | 8             | 12 233                   | 7                    | 14         | 45         | 36         |
| 2004                                                                            | 449 849              | 518 726   | 86.7           | 65         | 56            | 9             | 6920                     | 7                    | 15         | 36         | 35         |
| 2006                                                                            | 458 000              | 529 000   | 86.6           | 66         | 57            | 9             | 6939                     | 7                    | 17         | 38         | 39         |
| 2011                                                                            | 516 000              | 600 000   | 86.0           | 63         | 56            | 7             | 8190                     | 6                    | 20         | 42         | 40         |
| 2016                                                                            | 535 100              | 670 013   | 79.9           | 59         | 56            | 3             | 9069                     | 9                    | 9          | 32         | 42         |
| 2019                                                                            | 550 500              | 690 000   | 79.8           | 46         | 44            | 2             | 11 967                   | 15                   | 5          | 18         | 43         |
| 2021                                                                            | 564 000              | 706 980   | 79.8           | 56         | 54            | 2             | 10 071                   | 18                   | 4          | 16         | 43         |
| Fuente: Catholic-Hierarchy, que a su vez toma los datos del Anuario Pontificio. |                      |           |                |            |               |               |                          |                      |            |            |            |

## Episcopologio

### Obispos
- Lucas Guillermo Castillo Hernández † (19 de enero de 1923-10 de noviembre de 1939 nombrado arzobispo coadjutor de Caracas[nota 3])
- Francisco José Iturriza Guillén, S.D.B. † (10 de noviembre de 1939-20 de mayo de 1980 retirado)
- Ramón Ovidio Pérez Morales (20 de mayo de 1980-23 de noviembre de 1998 nombrado arzobispo)

### Arzobispos
- Ramón Ovidio Pérez Morales (23 de noviembre de 1998-23 de diciembre de 1992 nombrado arzobispo de Maracaibo)
- Roberto Lückert León † (21 de julio de 1993[nota 4]-25 de octubre de 2016 retirado)
- Mariano José Parra Sandoval (25 de octubre de 2016-31 de octubre de 2023 retirado)[8]
- Víctor Hugo Basabe, desde el 31 de octubre de 2023